# ことでん・JRくるり〜んきっぷ
ことでん・JRくるり〜んきっぷは四国旅客鉄道（JR四国）、高松琴平電気鉄道（琴電）が共同で発売する特別企画乗車券（トクトクきっぷ）である。

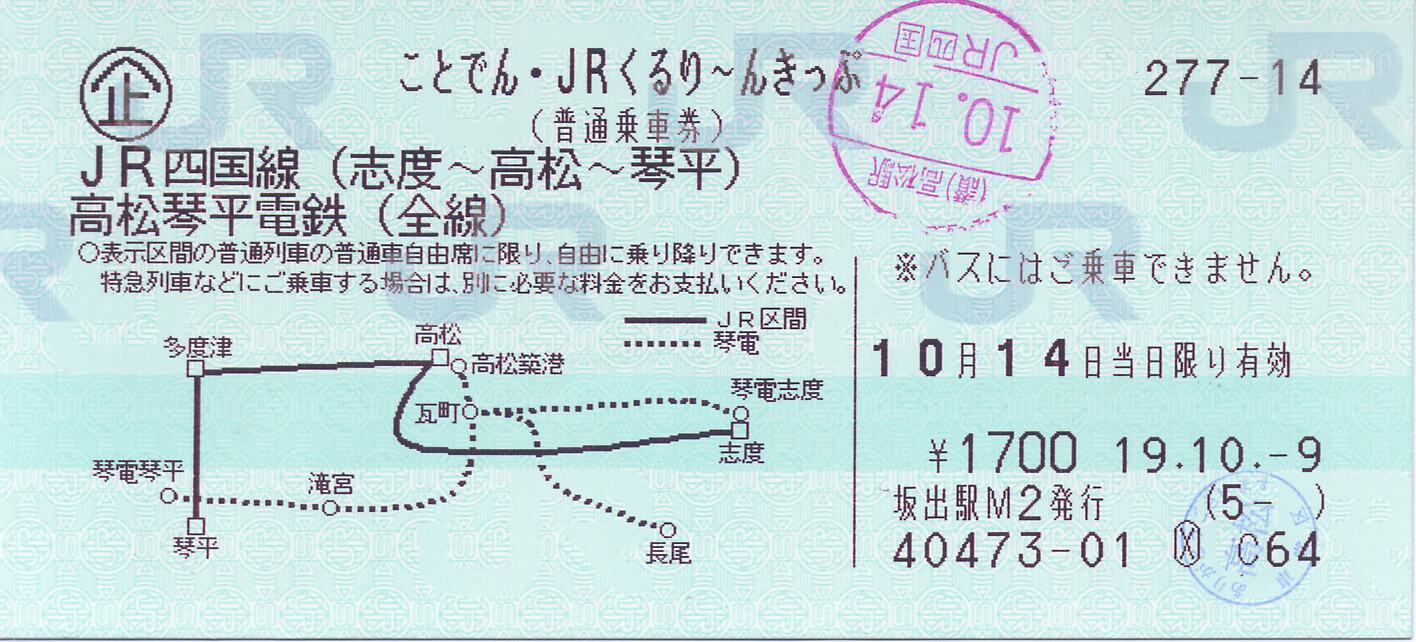
使用済み切符（JRのマルス端末で発行）

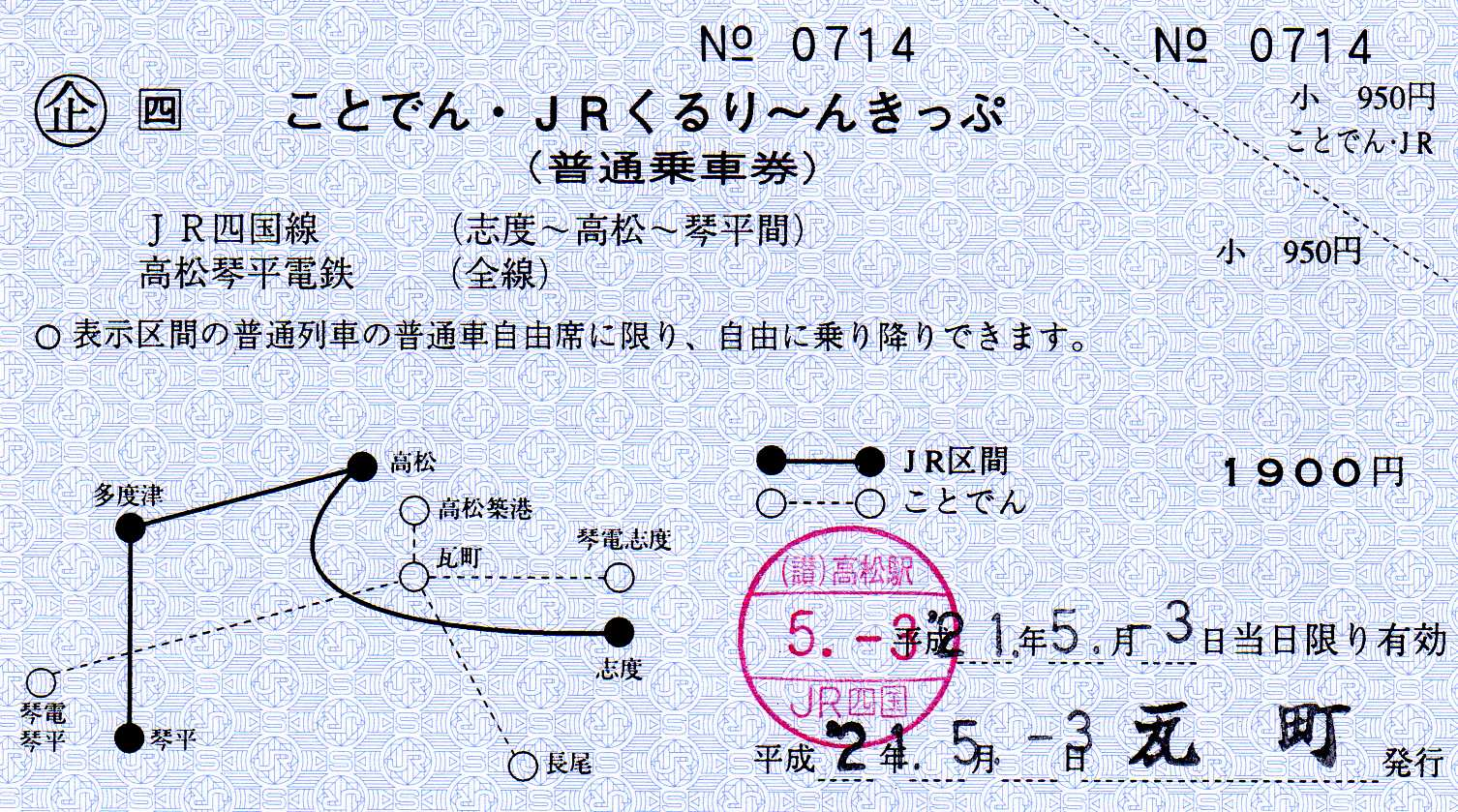
常備券（琴電の駅で購入）

## 概要
- JRの予讃線高松 - 多度津間、高徳線高松 - 志度間、土讃線多度津 - 琴平間の普通・快速列車の普通車自由席及び高松琴平電気鉄道の全線（琴平線・長尾線・志度線）が1日中乗り降り自由。
- JRの特急列車に乗車の場合は別途特急券が、指定席、グリーン車に乗車の場合はそれぞれ指定券、グリーン券が必要。ことでんバスは利用不可。
- 最終列車が24時を超える場合でも、当日の最終列車まで有効。

## 沿革
- 2002年8月8日より、当初は8月末日までの期間限定で発売開始。
- 同年9月、好評により2003年3月末日までの発売延長を決定。
- 2003年4月以降、通年発売